# 狄利克雷核

前几个狄利克雷核的限制于一个周期的绘图，展示了它们收敛于中的一个狄拉克δ函数

前几个狄利克雷核的限制于一个周期的绘图

在数学分析中，狄利克雷核得名自約翰·彼得·狄利克雷，它是指函数列：
{\displaystyle D_{n}(x)=\sum _{k=-n}^{n}e^{ikx}=1+2\sum _{k=1}^{n}\cos(kx)={\frac {\sin \left(\left(n+{\frac {1}{2}}\right)x\right)}{\sin(x/2)}}.}
这里的n是任何非负整数。这个核函数的周期是{\displaystyle 2\pi }。

## 应用
狄利克雷核的主要应用是在傅里叶级数中。Dn(x)与任何以2π为周期的函数f的卷积，是f的第n阶傅里叶级数逼近，也就是说：
{\displaystyle {\begin{aligned}(D_{n}*f)(x)&=\int _{-\pi }^{\pi }f(y)D_{n}(x-y)\,dy=\int _{-\pi }^{\pi }f(y)\left(\sum _{k=-n}^{n}e^{ik(x-y)}\right)\,dy=\int _{-\pi }^{\pi }\left(\sum _{k=-n}^{n}f(y)e^{-iky}\right)e^{ikx}\,dy\\&=2\pi \sum _{k=-n}^{n}{\hat {f}}(k)e^{ikx}\end{aligned}}}
其中
{\displaystyle {\hat {f}}(k)={\frac {1}{2\pi }}\int _{-\pi }^{\pi }f(x)e^{-ikx}\,dx}
是{\displaystyle f}的第{\displaystyle k}个傅里叶系数。需要特别注意，在傅里叶级数上下文中采用的卷积定义，有时会加上了特有的系数{\textstyle {\frac {1}{2\pi }}}，从而将上式表达为：
{\displaystyle (D_{n}*f)(x)={\frac {1}{2\pi }}\int _{-\pi }^{\pi }f(y)D_{n}(x-y)\,dy=\sum _{k=-n}^{n}{\hat {f}}(k)e^{ikx}}

## 核的L1范数
为了研究傅里叶级数的收敛性质，只需研究相应的狄利克雷核的性质。狄利克雷核的一个重要特征，是当n趋于正无穷时，Dn的L1范数也趋于正无穷，并且有：
{\displaystyle \|D_{n}\|_{L^{1}}=\Omega (\log n)}
狄利克雷核的缺乏一致收敛性质，是导致很多傅里叶级数发散的原因。比如，运用狄利克雷核与一致有界原理，可以证明连续函数的傅里叶级数甚至不一定逐点收敛。参见傅里叶级数的收敛。

## 与周期狄拉克δ函数的关系
狄利克雷核是一个周期函数，它在极限情况下会变成像梳子一样的狄拉克采样函数，即周期狄拉克δ函数：
{\displaystyle \sum _{m=-\infty }^{\infty }e^{\pm i\omega mT}={\frac {2\pi }{T}}\sum _{k=-\infty }^{\infty }\delta (\omega -2\pi k/T)={\frac {1}{T}}\sum _{k=-\infty }^{\infty }\delta (\xi -k/T)}
它采用了角频率{\displaystyle \omega =2\pi \xi }。
这可以从狄利克雷核在正向和逆向的傅里叶变换下保持自共轭性中推导出来：
{\displaystyle {\mathcal {F}}\left[D_{n}(2\pi x)\right](\xi )={\mathcal {F}}^{-1}\left[D_{n}(2\pi x)\right](\xi )=\int _{-\infty }^{\infty }D_{n}(2\pi x)e^{\pm i2\pi \xi x}dx=\sum _{k=-n}^{+n}\delta (\xi -k)\equiv \mathrm {comb} _{n}(\xi )}
{\displaystyle {\mathcal {F}}\left[\mathrm {comb} _{n}\right](x)={\mathcal {F}}^{-1}\left[\mathrm {comb} _{n}\right](x)=\int _{-\infty }^{\infty }\mathrm {comb} _{n}(\xi )e^{\pm i2\pi \xi x}d\xi =D_{n}(2\pi x)}
而{\displaystyle \mathrm {comb} _{n}(x)}在{\displaystyle n\rightarrow \infty }时成为了周期{\displaystyle T=1}的狄拉克采样函数{\displaystyle \,\operatorname {\text{Ш}} }，它在傅里叶变换下保持不变：{\textstyle {\mathcal {F}}[\operatorname {\text{Ш}} ]=\operatorname {\text{Ш}} }。因此{\displaystyle D_{n}(2\pi x)}在{\displaystyle n\rightarrow \infty }时也必定收敛为{\displaystyle \,\operatorname {\text{Ш}} }。
从另一个角度来说，狄拉克δ函数并不是严格意义上的函数，而更普遍的说是一个“广义函数”，或者说“分布”。将∆(x)视为是周期为2π的卷积运算的单位元，即对于2π为周期的函数f，有：
{\displaystyle f*(\Delta )=f}
这个“函数”的傅立叶级数为：
{\displaystyle \Delta (x)\sim \sum _{k=-\infty }^{\infty }e^{ikx}=\left(1+2\sum _{k=1}^{\infty }\cos(kx)\right).}
于是，作为此级数的一个部分和，狄利克雷核可以看作“逼近单位元”。然而，它甚至不是“正元素”的逼近单位元，因此会有逐点收敛失败的情况。

## 三角恒等式的证明
上文中的三角恒等式
{\displaystyle \sum _{k=-n}^{n}e^{ikx}={\frac {\sin \left(\left(n+{\frac {1}{2}}\right)x\right)}{\sin(x/2)}}}
可以用等比数列的求和公式得到：首先
{\displaystyle \sum _{k=0}^{n}ar^{k}=a{\frac {1-r^{n+1}}{1-r}}.}
因此有：
{\displaystyle \sum _{k=-n}^{n}r^{k}=r^{-n}\cdot {\frac {1-r^{2n+1}}{1-r}}.}
在式中将分子和分母各乘 r−1/2，便有：
{\displaystyle {\frac {r^{-n-1/2}}{r^{-1/2}}}\cdot {\frac {1-r^{2n+1}}{1-r}}={\frac {r^{-n-1/2}-r^{n+1/2}}{r^{-1/2}-r^{1/2}}}.}
当r = eix 时就有：
{\displaystyle \sum _{k=-n}^{n}e^{ikx}={\frac {e^{-(n+1/2)ix}-e^{(n+1/2)ix}}{e^{-ix/2}-e^{ix/2}}}={\frac {-2i\sin((n+1/2)x)}{-2i\sin(x/2)}}}
等式当 {\displaystyle e^{ix}\neq 1} 时，即对于不是{\displaystyle 2\pi }整数倍的x 成立。
对于为{\displaystyle 2\pi }整数倍的x，由于 {\displaystyle {\frac {\sin((n+1/2)x)}{\sin(x/2)}}} 在对应点的极限是2n+1
{\displaystyle \lim \limits _{x\to 2k\pi }{\frac {\sin((n+1/2)x)}{\sin(x/2)}}=2n+1}
因此可以将表达式延伸为连续函数，使得等式对任意x都成立。

## 狄利克雷核的性质
- 狄利克雷核是一个三角多项式，因此是无穷阶可导的周期函数；
- 狄利克雷核是偶函数；
- 狄利克雷核的平均值是1；
- 在正无穷处的平均值为：

{\displaystyle \|D_{n}\|_{1}={\frac {1}{2\pi }}\int _{-\pi }^{\pi }|D_{n}(t)|dt={\frac {4}{\pi ^{2}}}\ln n+O(1)}